# Eise Eisinga Planetarium
O Planetário Real Eise Eisinga (em neerlandês:  Koninklijk Eise Eisinga Planetarium) é um planetário mecânico localizado na vila de Franeker, na província da Frísia, nos Países Baixos. Construído no século XVIII, é o planetário mais antigo do mundo em funcionamento. Está na lista de 100 monumentos culturais holandeses. Em 2023, passou a integrar a lista do Patrimônio Mundial da UNESCO.

## História

### Construção do planetário
Quando uma conjunção da Lua, Mercúrio, Vênus, Marte e Júpiter estava para ocorrer, o ministro frísio Eelco Alta publicou um livro, no qual ele previa que esses corpos celestes iriam colidir em 8 de maio de 1774. Segundo Alta, esse evento iria tirar a Terra da sua órbita e, como resultado queimaria no Sol. Sua previsão causou pânico na Frísia.
Para mostrar que não haveria colisão, o empresário Eise Eisinga decidiu construir uma maquete tridimensional do sistema solar no teto da sala da sua própria casa. Seus movimentos são sincronizados por um relógio de pêndulo, que aciona um sistema de nove contrapesos. Utiliza um regulador de velocidade para regular o período orbital dos planetas então conhecidos: Mercúrio, Vênus, Terra, Marte, Júpiter e Saturno. Os planetas são representados por esferas de ouro, que pendem do teto no lado ensolarado. Também tem uma Lua, que circula em torno da Terra. Contém um planetário equipado com um planisfério e mostradores para as fases da Lua, o nascer do Sol, e para definir o dia da semana e o ano.
O planetário foi concluído por Eisinga após sete anos em 1781 e leva seu nome.

### Visita real
Em 1818, o Planetário Eise Eisinga recebeu a honrosa visita do rei Guilherme I, que durante a visita comprou o planetário para o Estado Holandês. Em 1859, o Estado Holandês cedeu o planetário à cidade de Franeker.

### Museu de astronomia
A cidade de Franeker abriu o planetário ao público como um museu de ciência. O museu foi ampliado com dois edifícios adjacentes, que anteriormente abrigavam uma torrefadora de café e uma padaria. Estes edifícios abrigam a porta de entrada, uma exposição permanente e uma exposição temporária. 

### História recente
Em 1967, foi listado como patrimônio histórico cultural dos Países Baixos, sob o número 15668.
Aproximadamente quarenta e quatro anos depois, mais precisamente em 12 de dezembro de 2011, foi nomeado pelo governo holandês para inclusão na lista de patrimônios mundiais da UNESCO. A nomeação holandesa foi fundamentada na longa história do planetário. O Planetário Real Eise Eisinga é o planetário mais antigo do mundo ainda em funcionamento.
No dia 10 de dezembro de 2021, o Ministério da Cultura do Governo dos Países Baixos nomeou novamente o Planetário Real Eise Eisinga como candidato à classificação de Patrimônio Mundial da UNESCO.
Em 2022 a comissão da UNESCO visitou o museu-casa e em setembro de 2023, o Eise Eisinga Planetarium foi colocado na lista do Patrimônio Mundial da UNESCO por ser o mais antigo planetário em operação.

## Galeria

Fotos do planetário Eise Eisinga
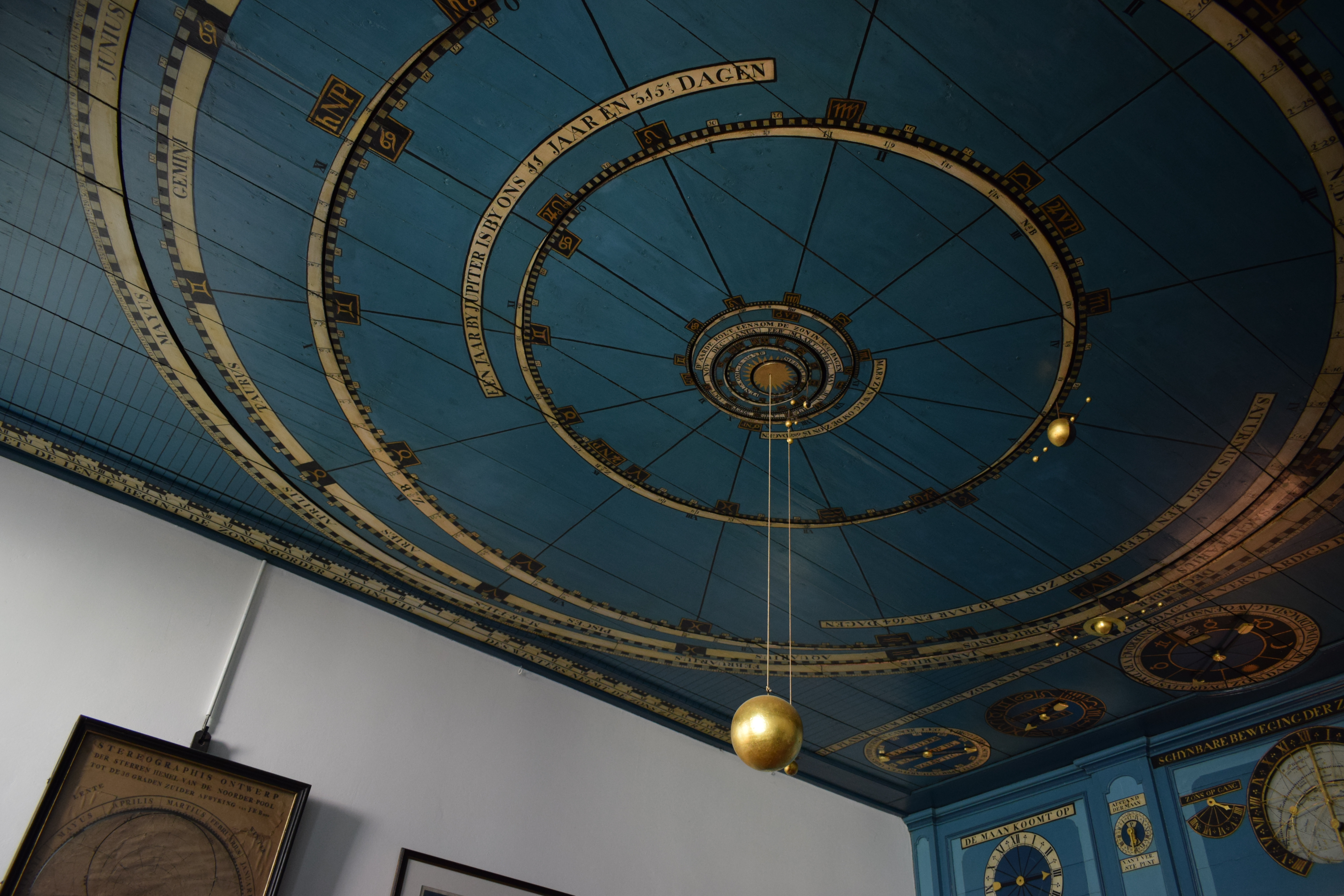
Vista geral do planetário (com o Sol no centro)
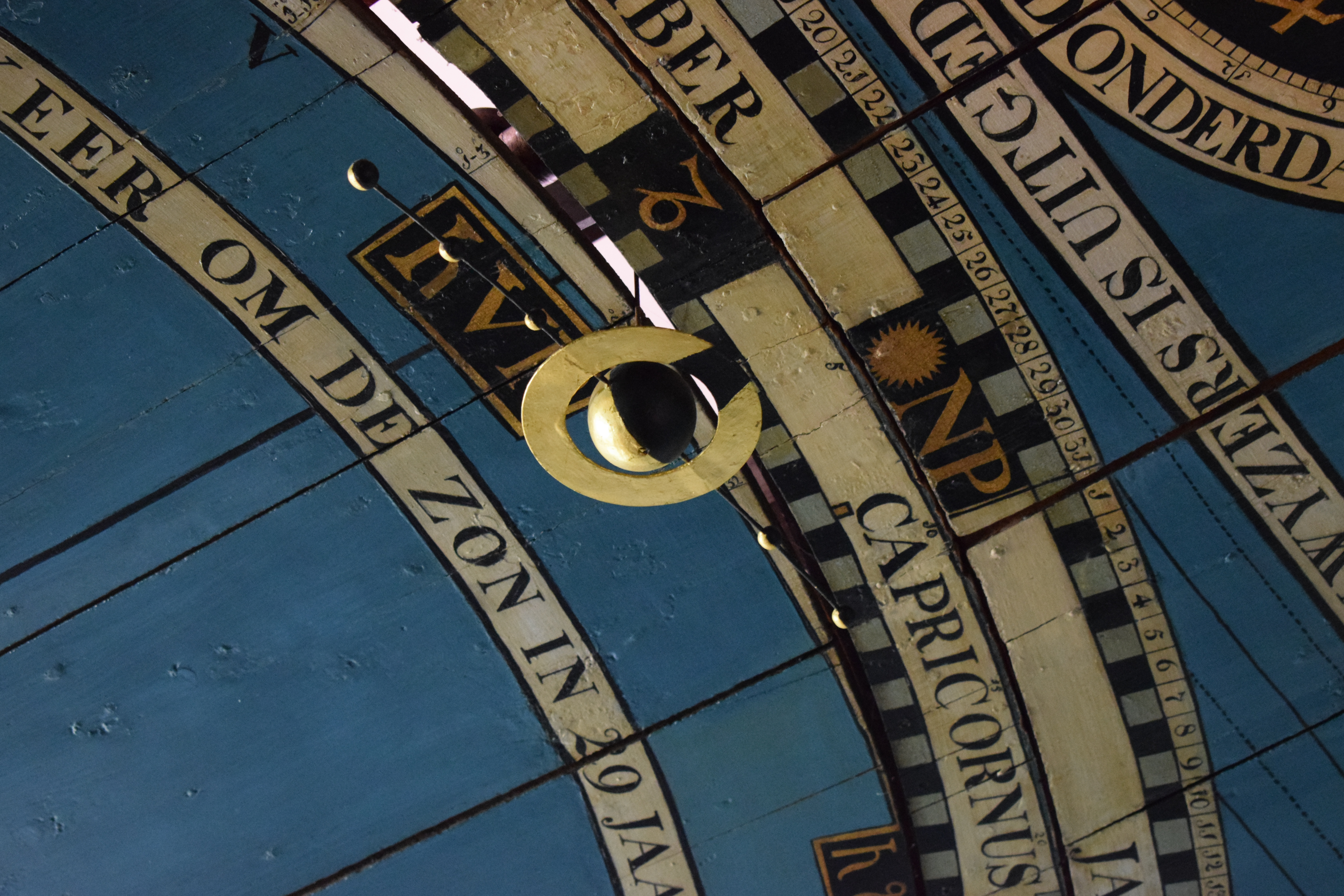
Vista parcial do planetário (com Saturno no centro)
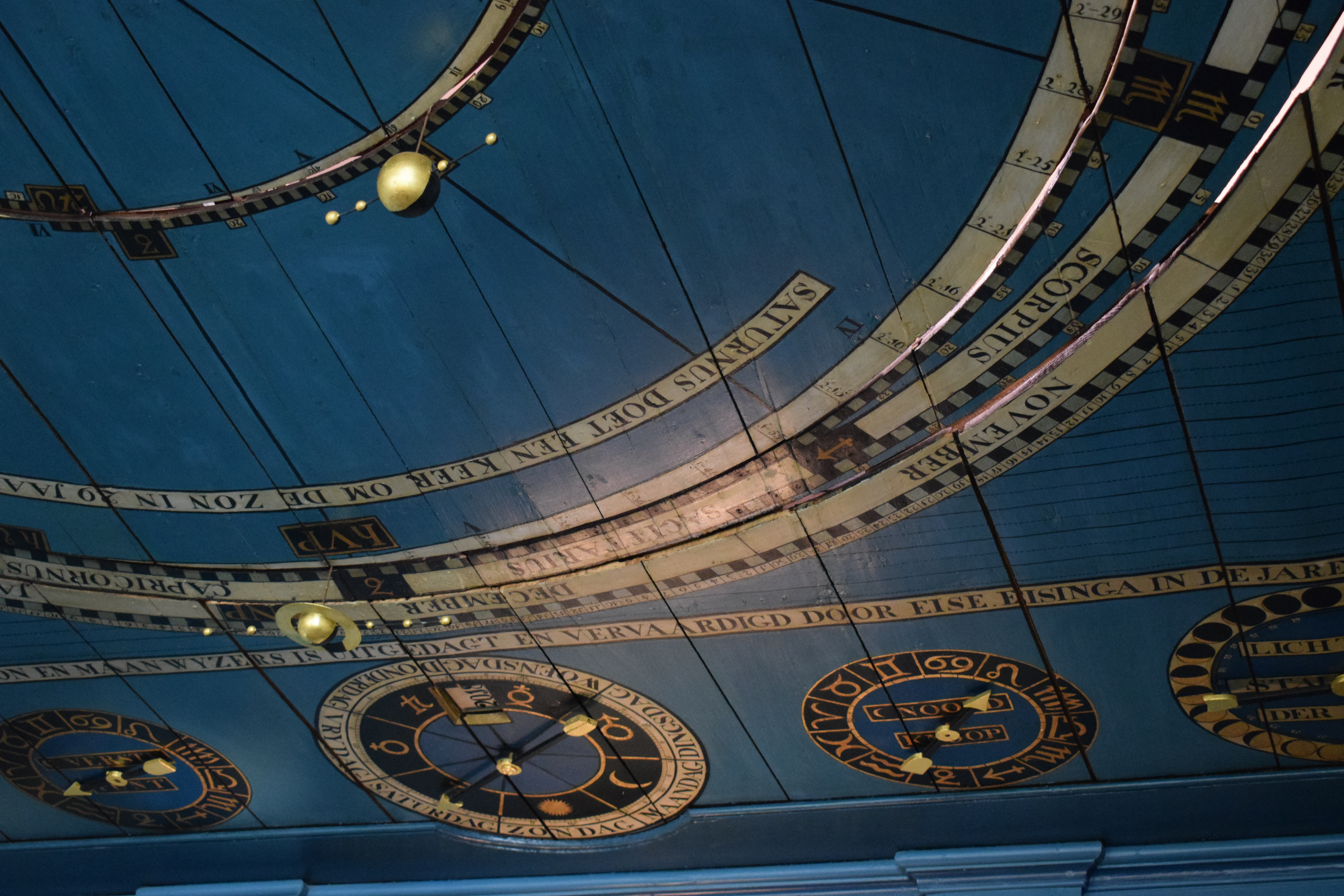
Vista parcial do planetário
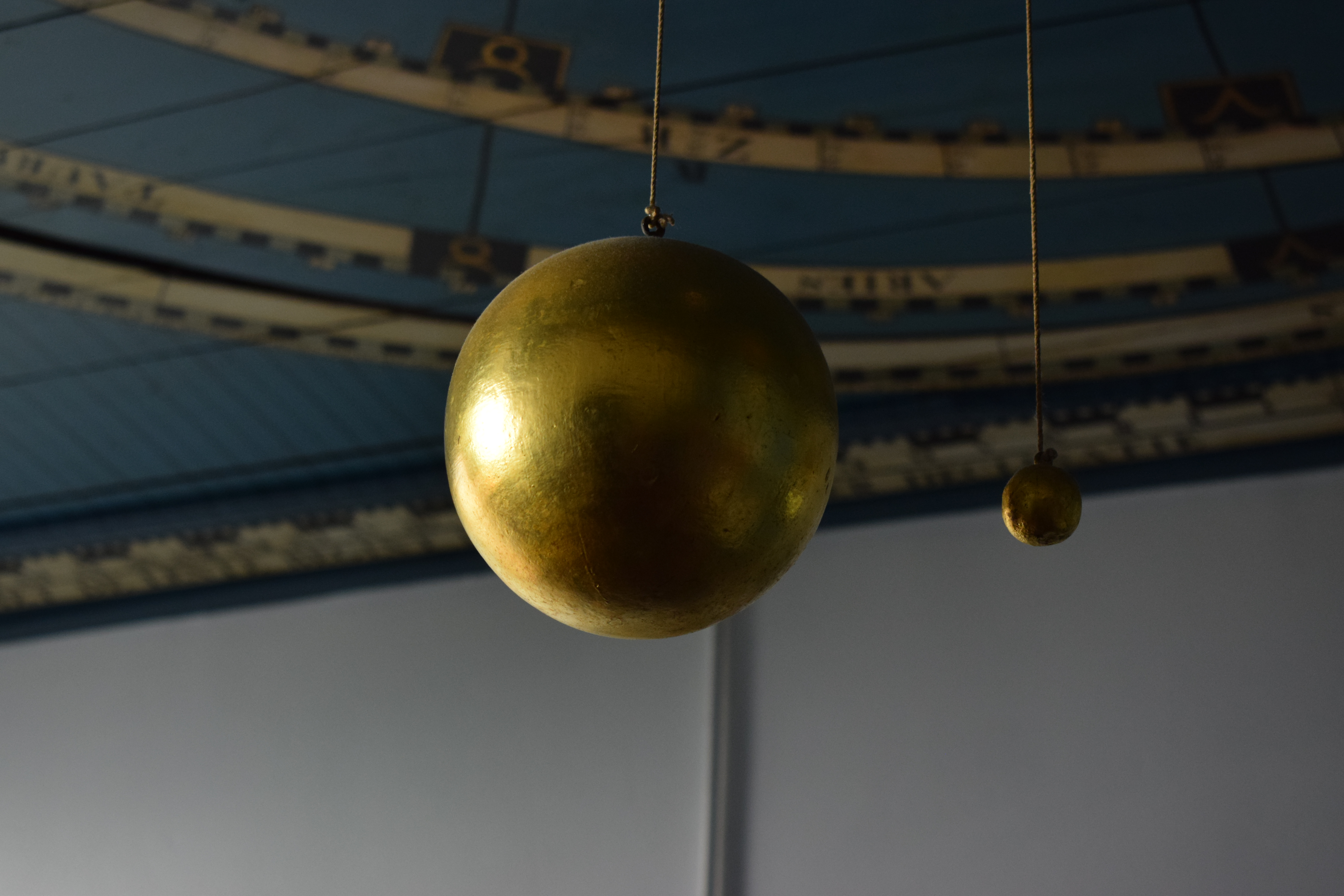
Vista parcial do planetário (a Terra e a Lua)